# Maxime Jadot
Maxime Jadot (Brussel, 17 december 1957) is een Belgisch bankier. Hij was van 2011 tot 2022 CEO en is sinds 2023 voorzitter van de raad van bestuur van de bank BNP Paribas Fortis.

## Levensloop
Maxime Jadot studeerde rechten aan de Facultés universitaires Saint-Louis in Brussel de Katholieke Universiteit Leuven en aan de Universiteit van Georgetown in de Verenigde Staten.
Hij werkte nagenoeg zijn ganse loopbaan bij dezelfde bank. In 1983 startte hij bij de Generale Bank om vervolgens door te groeien bij diens opvolger Fortis, waar hij verschillende functies vervulde. Later ging Fortis op in de Franse bank BNP Paribas. In 2010 trad hij toe tot het directiecomité van het ondertussen gevormde BNP Paribas Fortis. In 2011 werd hij CEO en voorzitter van het directiecomité van dezelfde bank. Hij werd er de opvolger van Jean-Laurent Bonnafé. In Parijs was hij tevens lid van het uitvoerend comité van BNP Paribas. In 2023 volgde Michael Anseeuw hem als CEO op. Jadot zelf volgde Herman Daems als voorzitter van de raad van bestuur op.
Van 1994 tot 2019 zetelde Jadot in de raad van bestuur van de staalproducent Bekaert. Maxime Jadot is een achterkleinzoon van oprichter Leo Leander Bekaert en een neef van Jean-Charles Velge. Sinds 2024 is hij bestuurder van mineralengroep Sibelco. Ook is hij bestuurder van Baltisse, het investeringsvehikel van Filip Balcaen.